# كاري جينزل
كاري جينزل هي ممثلة كندية، ولدت في 18 سبتمبر 1971 بفانكوفر في كندا.

## أعمال

### أفلام
- (2007) بوستال

## وصلات خارجية
- كاري جينزل على موقع IMDb (الإنجليزية)
- كاري جينزل على موقع قاعدة بيانات الفيلم (الإنجليزية)